# Ауліс Рюткенен
Ауліс Рюткенен (фін. Aulis Rytkönen, 5 січня 1929, Карттула — 16 квітня 2014, Гельсінкі) — фінський футболіст, що грав на позиції нападника за «КуПС», «Тулузу» та «ГІК», а також національну збірну Фінляндії. Перший фінський професійний футболіст.
По завершенні ігрової кар'єри — тренер.

## Клубна кар'єра
У дорослому футболі дебютував 1945 року виступами за команду клубу «КуПС», в якій провів сім сезонів, взявши участь у 126 матчах чемпіонату.  У складі «КуПСа» був одним з головних бомбардирів команди, маючи середню результативність на рівні 0,52 голу за гру першості.
1952 року результативний фінський нападник привернув увагу французької «Тулузи» і, перейшовши до неї, став першим професійним футболістом в історії фінського футболу. Протягом наступних восьми сезонів відіграв 120 матчів у французькій футбольній першості. 1957 року допоміг команді здобути Кубок Франції.
1960 року повернувся на батьківщину, ставши гравцем клубу «ГІК», за який відіграв ще сім сезонів. За цей час виборов титул чемпіона Фінляндії.

## Виступи за збірну
1948 року дебютував в офіційних матчах у складі національної збірної Фінляндії. Протягом кар'єри у національній команді, яка тривала 17 років, провів у формі головної команди країни 37 матчів, забивши 7 голів.
У складі збірної був учасником футбольного турніру на Олімпійських іграх 1952 року, що проходив у Гельсінкі, де господарі вибули вже у першому раунді.

## Кар'єра тренера
Розпочав тренерську кар'єру, ще продовжуючи грати на полі, 1960 року, очоливши тренерський штаб клубу «ГІК», в якому працював до 1971 року.
Другим і останнім місцем тренерської роботи була національна збірна Фінляндії, головним тренером якої Ауліс Рюткенен був з 1975 по 1978 рік.
Помер 16 квітня 2014 року на 86-му році життя у місті Гельсінкі.
| Дата       | Місто      | Господарі  | Результат | Гості      | Турнір                               | Голи | Примітки               |
| ---------- | ---------- | ---------- | --------- | ---------- | ------------------------------------ | ---- | ---------------------- |
| 15-06-1948 | Гельсінкі  | Фінляндія  | 0 – 3     | Данія      | Чемпіонат Північної Європи з футболу | -    |                        |
| 02-07-1948 | Рейк'явік  | Ісландія   | 2 – 0     | Фінляндія  | товариський матч                     | -    |                        |
| 05-09-1948 | Осло       | Норвегія   | 2 – 0     | Фінляндія  | Чемпіонат Північної Європи з футболу | -    |                        |
| 19-09-1948 | Гельсінкі  | Фінляндія  | 2 – 2     | Швеція     | Чемпіонат Північної Європи з футболу | 1    |                        |
| 17-10-1948 | Варшава    | Польща     | 1 – 0     | Фінляндія  | товариський матч                     | -    |                        |
| 15-05-1949 | Гельсінкі  | Фінляндія  | 0 – 4     | Англія     | товариський матч                     | -    |                        |
| 16-06-1949 | Гельсінкі  | Фінляндія  | 1 – 4     | Нідерланди | товариський матч                     | 1    |                        |
| 08-07-1949 | Гельсінкі  | Фінляндія  | 1 – 1     | Норвегія   | Чемпіонат Північної Європи з футболу | -    |                        |
| 08-09-1949 | Дублін     | Ірландія   | 3 – 0     | Фінляндія  | Відбір до ЧС 1950                    | -    |                        |
| 11-09-1949 | Копенгаген | Данія      | 0 – 2     | Фінляндія  | Чемпіонат Північної Європи з футболу | -    |                        |
| 02-10-1949 | Мальме     | Швеція     | 8 – 1     | Фінляндія  | Чемпіонат Північної Європи з футболу | -    |                        |
| 11-06-1950 | Гельсінкі  | Фінляндія  | 4 – 1     | Нідерланди | товариський матч                     | 1    |                        |
| 27-08-1950 | Гельсінкі  | Фінляндія  | 1 – 2     | Данія      | Чемпіонат Північної Європи з футболу | -    |                        |
| 07-09-1950 | Гельсінкі  | Фінляндія  | 3 – 2     | Югославія  | товариський матч                     | -    |                        |
| 10-09-1950 | Осло       | Норвегія   | 4 – 1     | Фінляндія  | Чемпіонат Північної Європи з футболу | -    |                        |
| 24-09-1950 | Гельсінкі  | Фінляндія  | 0 – 1     | Швеція     | Чемпіонат Північної Європи з футболу | -    |                        |
| 10-05-1951 | Свіндон    | Англія     | 3 – 2     | Фінляндія  | товариський матч                     | -    |                        |
| 16-08-1951 | Гельсінкі  | Фінляндія  | 1 – 1     | Норвегія   | Чемпіонат Північної Європи з футболу | -    |                        |
| 02-09-1951 | Стокгольм  | Швеція     | 3 – 2     | Фінляндія  | Чемпіонат Північної Європи з футболу | -    |                        |
| 30-09-1951 | Копенгаген | Данія      | 1 – 0     | Фінляндія  | Чемпіонат Північної Європи з футболу | -    |                        |
| 27-10-1951 | Роттердам  | Нідерланди | 4 – 4     | Фінляндія  | товариський матч                     | 1    |                        |
| 04-11-1951 | Люксембург | Люксембург | 3 – 0     | Фінляндія  | товариський матч                     | -    |                        |
| 18-11-1951 | Будапешт   | Угорщина   | 8 – 0     | Фінляндія  | товариський матч                     | -    |                        |
| 10-06-1952 | Осло       | Норвегія   | 1 – 2     | Фінляндія  | товариський матч                     | -    | Турнір до 50-річчя НФА |
| 13-06-1952 | Осло       | Фінляндія  | 3 – 1     | Швеція     | товариський матч                     | -    | Турнір до 50-річчя НФА |
| 22-06-1952 | Гельсінкі  | Фінляндія  | 1 – 6     | Угорщина   | товариський матч                     | -    |                        |
| 19-07-1952 | Гельсінкі  | Фінляндія  | 3 – 4     | Австрія    | ОІ 1952                              | -    |                        |
| 04-08-1952 | Гельсінкі  | Фінляндія  | 4 – 0     | КНР        | товариський матч                     | -    |                        |
| 31-08-1952 | Осло       | Норвегія   | 7 – 2     | Фінляндія  | Чемпіонат Північної Європи з футболу | -    |                        |
| 21-09-1952 | Гельсінкі  | Фінляндія  | 1 – 8     | Швеція     | Чемпіонат Північної Європи з футболу | -    |                        |
| 05-10-1952 | Гельсінкі  | Фінляндія  | 2 – 1     | Данія      | Чемпіонат Північної Європи з футболу | 1    |                        |
| 23-09-1953 | Брюссель   | Бельгія    | 2 – 2     | Фінляндія  | Відбір до ЧС 1954                    | 1    |                        |
| 28-08-1960 | Осло       | Норвегія   | 6 – 3     | Фінляндія  | Чемпіонат Північної Європи з футболу | -    |                        |
| 25-09-1960 | Гельсінкі  | Фінляндія  | 1 – 2     | Франція    | Відбір до ЧС 1962                    | -    |                        |
| 30-10-1960 | Росток     | НДР        | 5 – 1     | Фінляндія  | товариський матч                     | 1    | кап.                   |
| 28-09-1961 | Париж      | Франція    | 5 – 1     | Фінляндія  | Відбір до ЧС 1962                    | -    |                        |
| 07-06-1964 | Гельсінкі  | Фінляндія  | 1 – 4     | ФРН        | товариський матч                     | -    |                        |
| Усього     |            | Матчів     | 37        |            | Голів                                | 7    |                        |

## Титули і досягнення

### Командні
- Чемпіон Фінляндії (1):

«ГІК»: 1964
- Володар Кубка Фінляндії (1):

«ГІК»: 1966
- Володар Кубка Франції (1):

«Тулуза»: 1956-1957

### Особисті
- Футболіст року у Фінляндії (3): 1949, 1950, 1952